# Toquel
Toquel, pseudonimo di Klaudjo Dhespo (in greco Κλαούντιο Δέσπο?, Klaoúntio Déspo; Tepelenë, 6 dicembre 1994), è un rapper albanese naturalizzato greco.

## Biografia
Toquel è salito alla ribalta nel 2019, anno in cui ha pubblicato l'album in studio 777, arrivato al vertice della Top-75 Albums Sales Chart greca e il 6º più popolare dell'intero anno. Il disco contiene il brano Sandra, che ha raggiunto la top five della hit parade della IFPI Greece e che è stato certificato diamante per le 100 000 unità vendute.
Il disco successivo, Beverly Hills (2019), si è fermato nella top twenty nazionale. Esso ha prodotto il brano Skoni, certificato diamante dalla IFPI Greece. Il quarto disco, intitolato 1111, è uscito nella seconda metà del 2023, si è fermato al 23º posto della classifica LP greca ed è stato promosso da una tournée.

## Discografia

### Album in studio
- 2015 – Ligo parapano
- 2019 – 777
- 2022 – Beverly Hills
- 2023 – 1111
- 2024 – Ilegal (con Fly Lo e Beyond)

### Singoli
- 2016 – An isouna edo (feat. Andy Nicolas)
- 2018 – Ta pio diskola vradia (feat. Natasha Kay)
- 2018 – Karolina
- 2018 – Danika
- 2019 – THL (feat. Mad Clip)
- 2019 – 777
- 2019 – Stars (con Light)
- 2020 – Pistoli (con Sin Laurent)
- 2020 – Fendi (con Dirty Harry e Ortiz)
- 2020 – Diamantia (con Sin Laurent)
- 2021 – Kokaina (con ObieDaz)
- 2021 – Rollie (con Beyond)
- 2021 – Wet (con Snik, MG e Gameboy)
- 2021 – Aftoktonia (con Rack e ObieDaz)
- 2022 – Beverly Hills
- 2022 – Forema (con Roi 6/12)
- 2023 – Prosopika Freestyle (con Beyond)
- 2023 – Mina ögon/Ta matia mou (con Nineb Youk e Jo Lids)
- 2023 – Monroe (con Hawk e Baghdad)
- 2023 – G63 (con Bloody Hawk)
- 2024 – OAED Remix (con Snik, Ivan Greko e Voyage)
- 2024 – Success Freestyle (con Ioannis)
- 2024 – Carvajal (con Ioannis)
- 2024 – Trap (con Fly Lo e Baghdad)
- 2024 – Success Freestyle (con Ioannis)
- 2024 – Ma bella (con Rack e Beyond)
- 2024 – Carvajal (con Ioannis)
- 2024 – Trap (con Fly Lo e Baghdad)